# Marriott International
Marriott International is een internationale hotelketen uit de Verenigde Staten opgericht in 1927, die zaakkundig is ten bate van diverse logiesfuncties in dienst van voornamelijk de economische sector en die voorts franchises biedt.
Marriott is gevestigd in de stad Bethesda (Maryland) en heeft sinds de oprichting verschillende merken gesticht of overgenomen. Sheraton is een dochteronderneming van de hotelketen. Enkele voorbeelden van de meest erkende groepen van de multinational zijn J.W. Marriott Hotels and Resorts, Renaissance Hotels and Resorts, The Ritz-Carlton, Courtyard en The Residence Inn.
Vanaf maart 2019 waren er wereldwijd meer dan 7.000 hotels onder de koepel Marriott.

## Geschiedenis

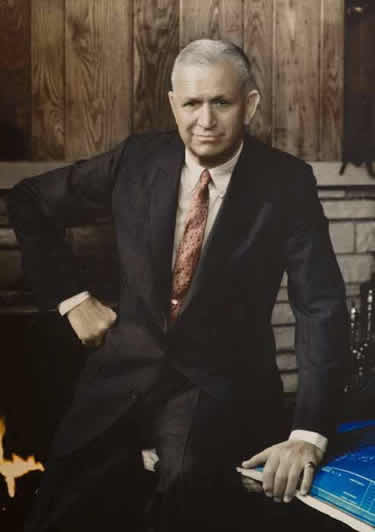
John Willard Marriott (1900-1985), een van de oprichters van Marriott International

#### Ontstaan
Alice Sheets Marriott baatte in de jaren 20 van de 20e eeuw standjes uit op markten in Washington D.C., waar ze voornamelijk non-alcoholische dranken verkocht. Als mormoonse zendeling was ze ervan overtuigd dat wat de inwoners van de stad nodig hadden, een plek was om een koel drankje te drinken. De familie Marriott heeft die onderneming later uitgebreid tot een keten van restaurants en hotels.
Marriott International zoals men het bedrijf nog kent, werd opgericht door John Willard Marriott en Alice Sheets Marriott in 1927. Het eerste hotel dat werd gebouwd was het Twin Bridges Motor Hotel in Arlington (Virginia), dat werd geopend in 1957. Het tweede hotel, de Key Bridge Marriott uit 1959 - eveneens gesitueerd in Arlington - is het langst geopende hotel van Marriott International en vierde in 2009 zijn 50-jarig jubileum.
Al snel besloot de familie Marriott om in het buitenland te ondernemen en het eerste internationale hotel werd in 1969 opgericht in Acapulco, Mexico. In 1972 breidde het bedrijf uit naar de sector van de cruisevaart in samenwerking met cruisemaatschappij Sun Line. In die periode werd J.W. Marriott, Jr. tot CEO van Marriott benoemd. Het was ook de tijd dat zakenreizen in de lift zaten en met de intentie om de zakelijke industrie aan te boren, opende Marriott in 1983 haar eerste Courtyard-hotel. Hierdoor konden zakenreizigers in stijl en comfort verblijven met een groot aantal zakelijke faciliteiten.

#### Internationale groei en succes
Hun zoon, J.W. (Bill) Marriott, Jr., leidde het bedrijf naar spectaculaire wereldwijde groei tijdens zijn meer dan 50-jarige carrière. Zo bouwde de keten onder andere het Amsterdam Marriott Hotel in 1972.
In maart 2012 gaf een 80-jarige Bill Marriott zijn verantwoordelijkheden als CEO door aan Arne Sorenson, waarna hij de titel van uitvoerend voorzitter aannam. De huidige bedrijfsnaam Marriott International was het resultaat van een fusie tussen Marriott en de Host Marriott Corporation van eigenaar Richard Marriott uit 1993.
In 1984, een jaar voordat John Willard Marriott overleed, werd het eerste JW Marriott-hotel opgericht in Washington D.C. ter ere van de pionier en pater familias die Marriott oprichtte. J.W. Marriott, Jr trad in de voetstappen van zijn vader. Hij nam de rol van voorzitter van het bestuur op zich en stuurde het bedrijf naar de top met enkele visionaire ideeën. Marriott was met name de eerste hotelketen ter wereld die diversifieerde in meerdere merken om het bedrijf te consolideren en expansie te garanderen. De oprichting van de eerste Fairfield Inn en Marriott Suites was een stap in deze richting. Eind jaren tachtig beschikte het bedrijf over meer dan 500 hotels wereldwijd.
In april 1995 verwierf Marriott International een belang van 49% in de internationale keten The Ritz-Carlton. Het bedrijf geloofde dat het de verkoop- en winstmarges voor The Ritz-Carlton zou kunnen vergroten, destijds een onrustige keten met een aanzienlijk aantal eigendommen die ofwel verlieslatend waren ofwel op de rand van een faillissement balanceerden. De kosten van de aanvankelijke investering van Marriott werden geschat op ongeveer $ 200 miljoen in contanten en aangegane schulden. Een jaar later bracht Marriott een geslaagd bod van $ 331 miljoen uit om The Ritz-Carlton over te nemen.
Het verlies van het ruime en populaire Marriott World Trade Center bij de aanslagen op 11 september 2001 was in de nasleep van de tragische feiten een enorme financiële aderlating voor het bedrijf.

#### Innovaties vanaf de 21e eeuw

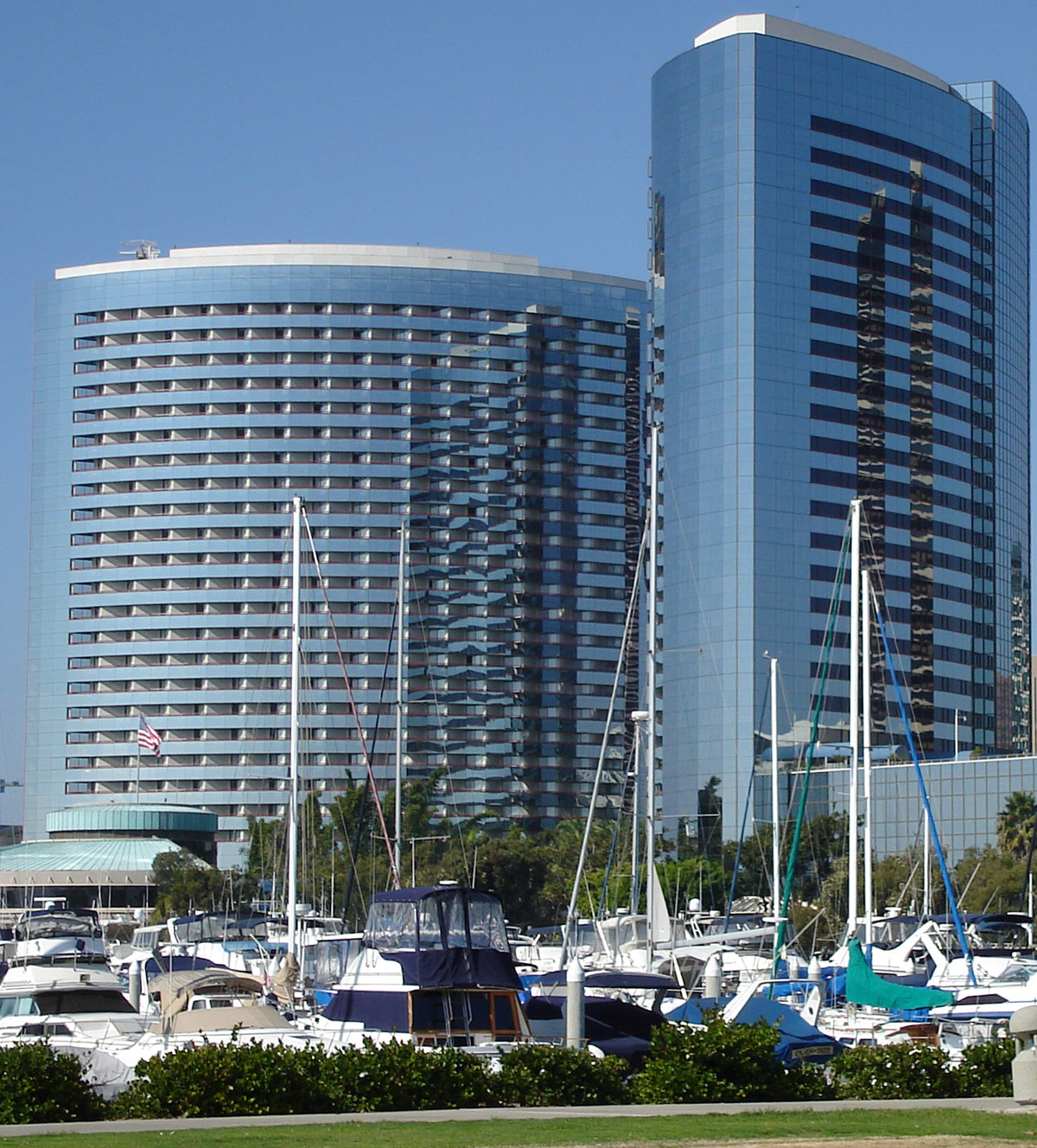
Marriott Hotel in San Diego

Marriott heeft voortdurend geïnnoveerd en wijzigingen aangebracht om zijn klanten een betere ervaring te bieden. Nadat de Amerikaanse ondernemer Arne Sorensen in 2012 voorzitter en CEO van Marriott International werd, nam de portefeuille van het bedrijf verder toe.
Vanaf 2013 maakte Marriott deel uit van het economy-niveau met zijn driesterrenhotels Moxy Hotels in Europa, in wereldsteden zoals Berlijn en Parijs, evenals nieuwe hotels in de Verenigde Arabische Emiraten.
Het bedrijf zag ook het belang van technologie in en heeft op dat gebied inspanningen geleverd om gasten en werknemers een vlotte ervaring te bieden.
Marriott bleef nieuwe wegen insnijden en zijn overnames, waaronder die van Starwood Hotels & Resorts in 2018, hebben het tot het grootste hotelbedrijf ter wereld gemaakt.
Met een groeiende aanwezigheid in verschillende landen en met meer dan 1,2 miljoen kamers in verschillende gebouwen, is Marriott een van de topnamen in de hotelbranche.
Gedurende de hele reis vanaf 1927 zou Marriott uitgroeien tot een wereldleider in de horecasector.